# Jacques Schumacher

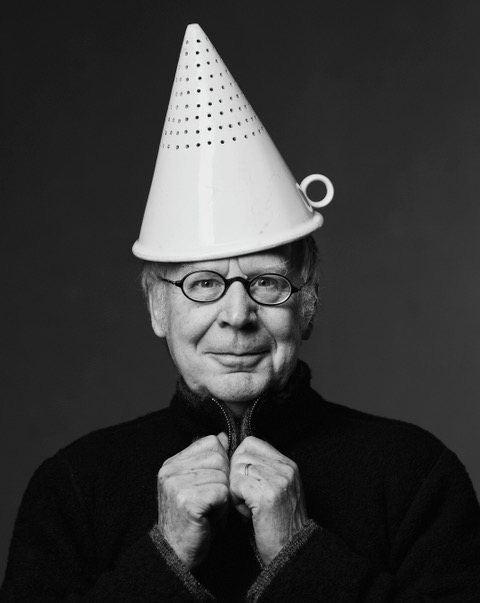
Porträt Jacques Schumacher (Michael Holz, 2010)

Jacques Schumacher (* 11. August 1933 in Buitenpost, Niederlande) ist ein Porträt-, Akt-, Mode- und Lifestyle-Fotograf und Herausgeber. Er zählt heute zu den bekanntesten Werbe- und Zeitschriftenfotografen Deutschlands.

## Leben
Schumacher wurde am 11. August 1933 in Buitenpost in den Niederlanden als Sohn der Inhaber eines Fotogeschäfts geboren. Nach einer Fotografenlehre studierte er Grafik und Design an der Fachhochschule Bielefeld, bevor er von 1955 bis 1957 an der Werkkunstschule Bielefeld Fotografie lehrte. 1957 ging Schumacher nach Paris, wo er neben seiner Arbeit als Grafik-Designer in einer umfunktionierten Garage Klassik- und Jazzmusiker für Schallplattencover fotografierte. Nach seiner Rückkehr aus Frankreich ist Schumacher seit 1963 als selbständiger Foto-Designer in Hamburg ansässig, wobei er anfänglich sieben Jahre als freier Lebensmittelfotograf für die Frauenzeitschrift Für Sie tätig war.

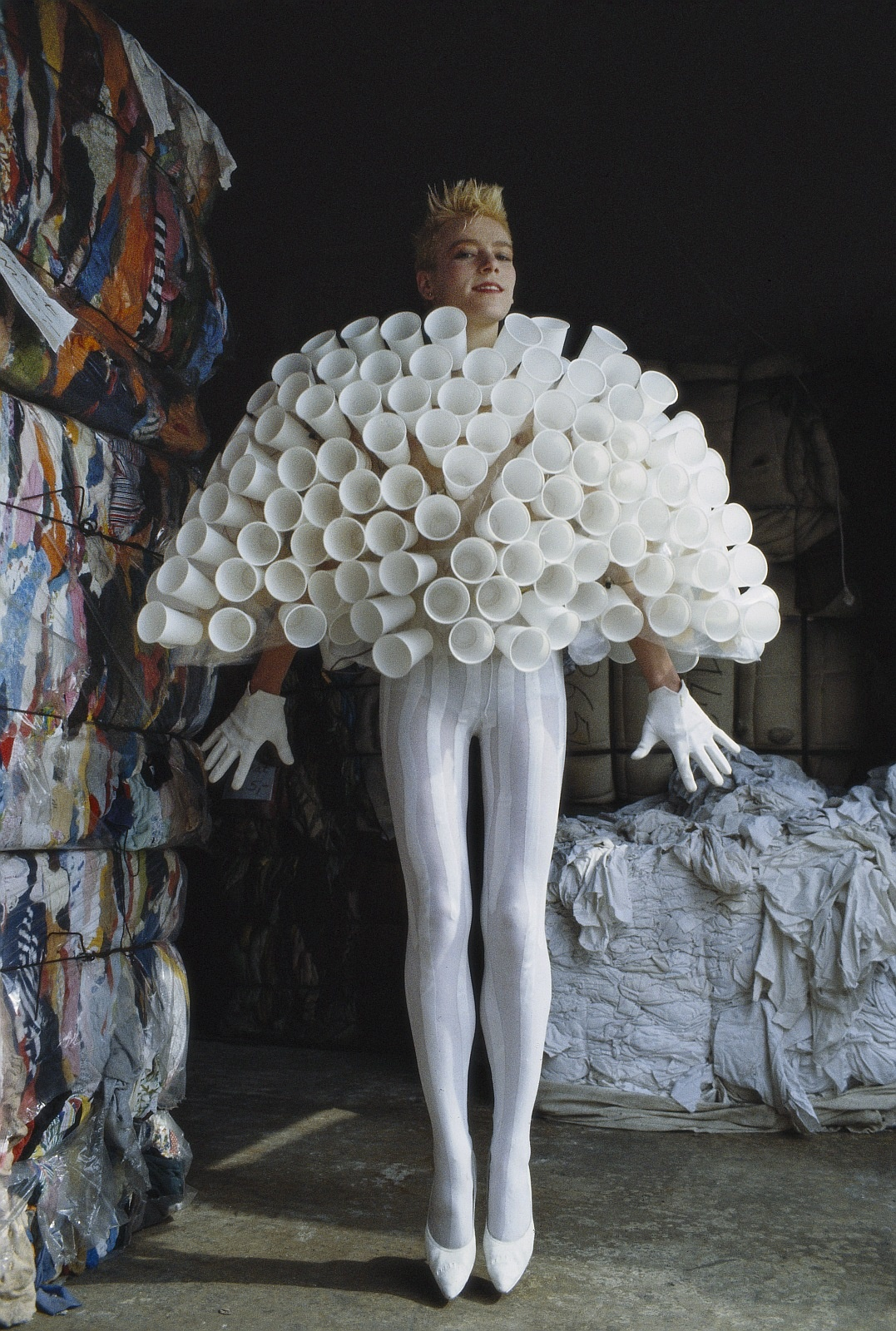
Fotografie Müll-Couture für das Cover des Zeit-Magazins vom 22. Juni 1984

Erste Anerkennung erlangte Schumacher Anfang der 1970er Jahre durch seine Fotografien für die jährlichen Kalender des Wochenmagazins Stern, in denen er klassische Magazin- und Werbethemen ironisierte. In der Folgezeit arbeitete er unter anderem für diverse Werbekampagnen in den Bereichen Mode, Beauty und Lifestyle sowie für das Nachrichtenmagazin Der Spiegel, die Frauenzeitschrift Petra und die Männermagazine Playboy und Penthouse.

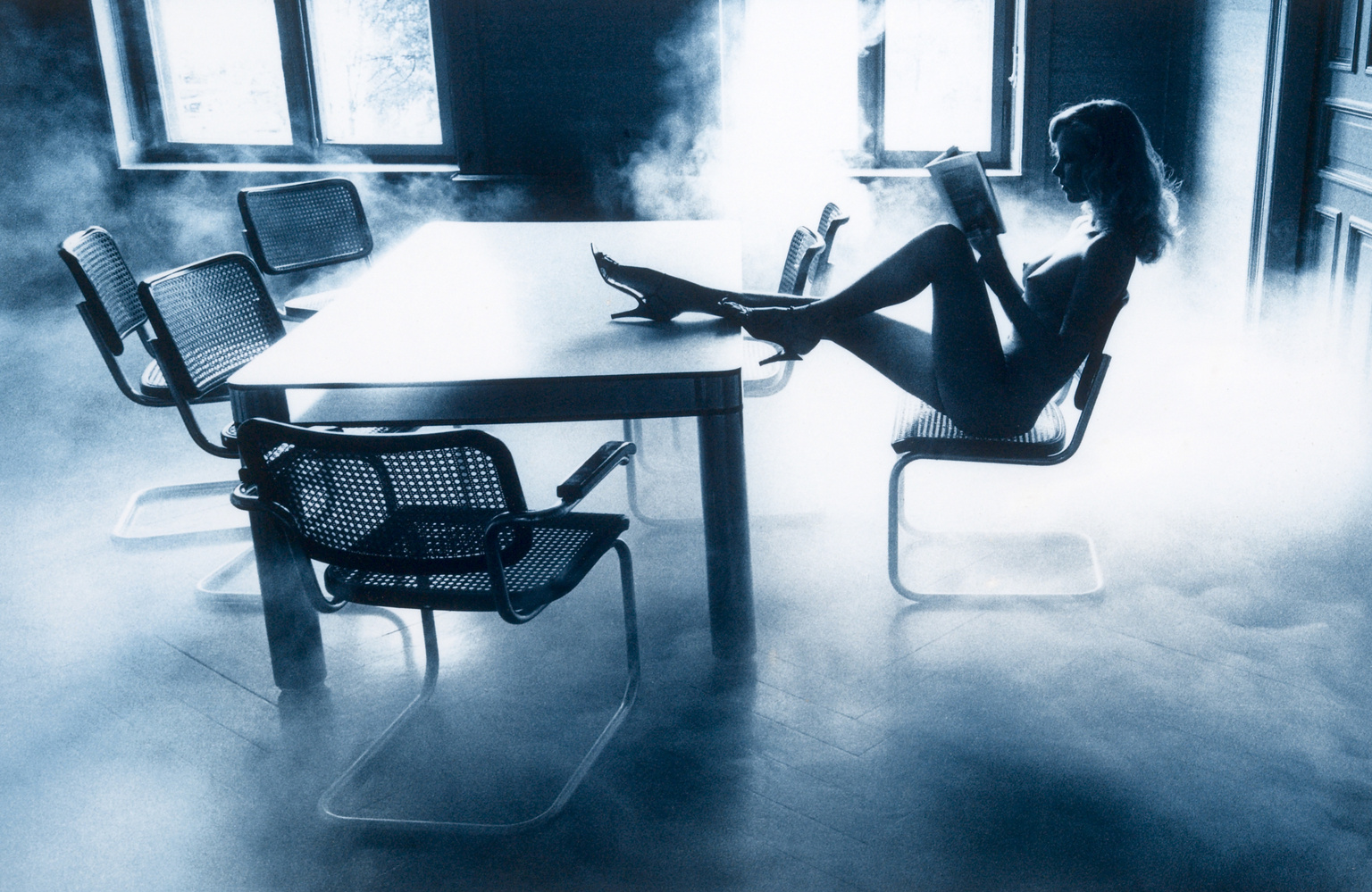
Amanda aus der Serie Blaue Bilder (1979)

Neben der kommerziellen Auftragsfotografie widmete sich Schumacher schon früh der künstlerischen Fotografie. Zu seinen bekanntesten Arbeiten aus den 1970er und 1980er Jahren gehört eine Serie von Aktaufnahmen, die Blue Pictures, bei denen in Anlehnung an die „Blue Movies“ (englisch umgangssprachlich für Pornofilme) ein distanzschaffendes Blau der subtilen Erotik der Duoton-Fotografien entgegenwirkt. Die Idee zu diesen Bildern hatte Schumacher, als er 1976 von einem internationalen Männermagazin um Testfotos von jungen Frauen gebeten wurde. Dabei stellten sich auch etliche Models vor, deren Aussehen nicht die Kriterien des Magazins erfüllten. Doch Jacques Schumacher fand es zu schade, diese Frauen einfach wieder wegzuschicken. Stattdessen inszenierte er gemeinsam mit ihnen neuartige Bilder. Um diese noch mehr von der üblichen Erotik-Fotografie abzuheben, tönte er sie blau ein.
Seit 1996 arbeitete Schumacher an der Serie Metaphysische Bilder, die 2014 im Bildband Every Thing Is A Life veröffentlicht wurde. In seinen vom modernen Dadaismus inspirierten fotografischen Stillleben gibt er scheinbar leblosen Alltagsgegenständen durch Arrangement und Lichtgestaltung eine neue metaphorische Existenz. Durch zahlreiche Preise und Ausstellungen unter anderem in New York, Tokio, Shanghai, Paris und Berlin erlangte Schuhmacher internationales Renommee und folgte von 2001 bis 2002 der Berufung zum Gastprofessor an der Universität der Künste Berlin. Mit seinen phantasievollen, eigenwilligen und oft sehr amüsanten Bildern wird er auch als Dadaist des neuen Jahrtausends bezeichnet.
Neben der Arbeit an diversen eigenen Fotobänden war er zwischen 1995 und 2007 zusammen mit den Autorinnen Uschi Rollar und Regina Spelman, seiner Ehefrau, Herausgeber der jährlich erscheinenden Edition Parfums.
Schumacher ist Mitglied der Deutschen Gesellschaft für Photographie (DGPh) und seit 2007 Ehrenmitglied des BFF Berufsverbands Freie Fotografen und Filmgestalter, in dem er schon zwischen 1985 und 1993 als Vorstand und Sprecher aktiv war.

## Kritik
- „Jacques Schumacher steht, wenn man sich eine Ranking-List der besten Fotografen vorstellt, dort, wo die creative Spitze zu sehen ist. Diese Wertschätzung basiert auf vielen wohlbegründeten Eigenschaften. Natürlich ist Schumacher ein Professional durch und durch.“ (Designers Digest, Nr. 73)
- „Jacques Schumacher zählt zu den bekanntesten Werbe- und Zeitschriftenfotografen Deutschlands. [... Er] ist Spezialist für Frauenthemen und sanfte Erotik.“ (Fotomagazin, 4/93)
- „Schumacher is known for his eclectic, graphic fashion of posing models. [...] Body language clearly plays a large part in the construction of Schumacher’s images.“ (Collector’s Photography 4/1987, Melrose Publications, Los Angeles, California)
- „Schumacher begegnet den Frauen mit Respekt auf Augenhöhe, er inszeniert nicht an den Modellen vorbei. Diese bekommen zwar mitunter eine ,Regieanweisung’, aber die Frauen dürfen diese selbst interpretieren und so das Bild und damit auch die Wahrnehmung des Betrachters maßgeblich mitprägen: durch selbstbewusste Blicke und körperliche Präsenz“[3]

## Schumachers Vorlass in der Deutschen Fotothek
Bislang befinden sich im Bestand der Deutschen Fotothek gut 330 signierte und gestempelte Hahnemühle FineArt Prints im Format 40 × 50 cm aus der Zeit zwischen 1960 und 2021 sowie zahlreiche Druckbelege.

## Publikationen
- Essen & Trinken (Hrsg.): Küche der Schlanken und Schönen. Hamburg 1975 (Fotografien von Jacques Schumacher).
- Jacques Schumacher mit Texten von Regina Spelmann (Hrsg.): Photedition 6. Verlag Photographie, Schaffhausen, München 1983, ISBN 978-3-7231-3100-8.[4]
- Julia Müller und Egon Oelkers: H-&-R-Duftatlas. Duftlandschaft des internationalen Marktes. Glöss Verlag, Hamburg 1985 (Fotografien von Jacques Schumacher).
- Regina Spelman, Uschi Rollar und Jacques Schumacher (Hrsg.): Edition Parfums. Ebner Verlag, Ulm (1995–2007).
- Jacques Schumacher: Every Thing Is A Life. Hrsg.: Thomas Levy mit einem Text von Eva Gesine Baur. Kerber Verlag, Bielefeld 2014, ISBN 978-3-86678-989-0.
- Jacques Schumacher, A.M. Fogtt: Das Duett/Duet. Fundacja A.M. Fogtt, Warschau 2018 (Herausgegeben anlässlich der Ausstellung in der Pracownia Galeria, Warschau).
- Jacques Schumacher: FRECH + FREI. Hrsg.: Jens Bove. Verlag der Kunstagentur Dresden, Dresden 2021 (loungeaffairs #3).

## Ausstellungen

### Einzelausstellungen
- Olympusgalerie, Hamburg, 1983
- Gallerie Photographie, Düsseldorf, 1984
- Gallerie K61, Amsterdam, 1988
- Das Privartmuseum, Hamburg, 1997–1998
- Stuttgart, 1999
- Every Thing Is A Live, Gallery Levy, Hamburg, 2014[5]
- Every Thing Is A Live, Max Hünten Haus, Zingst, 2017[6]
- Jacques Schumacher – FRECH + FREI, BibLounge, Sächsische Landesbibliothek – Staats- und Universitätsbibliothek Dresden, 2021

### Gruppenausstellungen
- Deutsche Fotografie nach 1945, Photokina Köln, 1979
- 12 Deutsche Fotografen, Photokina Köln, 1980
- Fotodesign – Anspruch und Beweis, Ausstellungstournee Nürnberg, Düsseldorf, Bielefeld, Hamburg, Stuttgart, Budapest, Belgrad, Singapur, 1980–1985
- Das Aktfoto, Münchner Stadtmuseum, 1982
- Fotodesign als Auftrag, Ausstellungstournee Köln, Osaka, New York, Tokio, Ontario, Toronto, Quebec, Montreal, Berlin, Paris, Lyon, Bordeaux, Nancy, Montpellier, Toulouse, Lille, 1982–1985
- Fotodesign 86, Ausstellungstournee Köln, Hamburg, Brüssel, Tokio, Berlin, Arles, 1986–1988
- 50 Jahre moderne Farbfotografie, Photokina Köln, 1986
- Der beobachtete Beobachter, APA Tokio, 1988
- Deutsche Fotografie, Haus des Malers, Moskau, 1990
- Sammlung F.C. Gundlach, Museum für Kunst und Gewerbe, Hamburg, 1992
- Erotica – Erotik und Kunst, Museum für Angewandte Kunst, Gera, 1994
- Fotofuture – Fotokunst auf dem Weg in die Zukunft, Consumenta Nürnberg, 1994
- Zeitgenössische deutsche Modephotographie, Fotomuseum Frankfurt, 1995
- Bildermode – Modebilder, Deutsche Modephotographien 1945–1995, Institut für Auslandsbeziehungen, Stuttgart, 1995
- Die Farbe Blau, Fotomuseum Frankfurt, 1996
- Augenlust, Kunsthaus Hannover, 1998
- ZeitBlicke, Museum für Kunst und Gewerbe, Hamburg, 1999
- ZeitBlicke, Galerie der Stadt Stuttgart, 2000
- ZeitBlicke, 6. Internationale Hertener Fototage, 2001
- Bilder der Stille, Visual Gallery, Photokina Köln, 2004
- Jacques Schumacher, A. M. Fogtt – Das Duett/Duet, Pracownia Galeria, Warschau, 2018

## Auszeichnungen
- Kodak Fotokalenderpreis 2011 für den Kalender Jacques Schumacher 2010 (Heye Kalender)[7]